# Headon
Headon – wieś w Anglii, w Nottinghamshire. Leży 40,3 km od miasta Nottingham i 204,5 km od Londynu. W latach 1870–1872 parish liczyła 282 mieszkańców. Headon jest wspomniana w Domesday Book (1086) jako Hedune.